# 掛川市立横須賀小学校
掛川市立横須賀小学校（かけがわしりつ よこすかしょうがっこう）は、静岡県掛川市にある公立小学校である。

## 概要
静岡県掛川市にある小学校。2020年現在の生徒数は376人。

## 沿革
- 1873年（明治 6年）
  - 6月6日 - 横須賀学校を窓泉寺､竜眠寺に第二大学区第十三中学区第三十一番 小学区として創立[2]
  - 7月 - 横須賀小学校と改称
- 1873年（明治8年） - 松尾小学校と改称
- 1880年（明治13年）9月 - 横須賀新屋町に校舎新築
- 1881年（明治14年）5月 - 横須賀、西大渕村､沖之須村を一括して第三十学区と改称
- 1886年（明治19年）4月 - 第三十学区松尾校設置(西大渕､沖之須に分校)
- 1897年（明治30年）1月31日 - 字枕町(現在地)に校舎新築
- 1903年（明治36年）6月17日 - 高等科併設､村立大須賀尋常高等小学校と改称
- 1914年（大正  3年）5月1日 - 町制施行､横須賀尋常高等小学校と改称
- 1941年（昭和16年）4月1日 - 国民学校令により横須賀国民学校と改称
- 1947年（昭和22年）4月1日 - 学校教育法施行により横須賀町立横須賀小学校と改称
- 1956年（昭和31年）
  - 6月1日 - 横須賀町、大渕村合併により大須賀町立横須賀小学校と改称
  - 10月1日 - 山崎地区合併により児童編入
- 1968年（昭和43年）4月1日 - 特殊学級設置
- 1975年（昭和50年）3月5日 - 鉄筋3階建校舎新築落成（北校舎）
- 1978年（昭和53年) 11月20日 - 静岡県指定特別活動研究発表会
- 1985年（昭和60年）1月22日 - 本館(南校舎)落成
- 1987年（昭和62年）4月1日 - 特殊学級一時休級
- 1997年（平成 9年）4月1日 - 特殊学級(情緒学級)開設
- 2000年（平成12年）10月1日 - 文部科学省(文部省)指定「食に関する教育実践事業」モデル校
- 2002年（平成14年）11月22日 - 静岡県教育委員会・日本体育健康センター指定 「食に関する教育実践事業」発表会
- 2004年（平成16年）8月30日 - 北校舎耐震大規模改造工事完了
- 2005年（平成17年）4月1日 - 掛川市、大須賀町、大東町合併により掛川市立横須賀小学校と改称
- 2013年（平成25年）3月 9日 - 掛川市環境を考える市民の集い実践発表

## 通学区域
- 掛川市
  - 汐見ヶ丘、柏平、十六軒町、大谷町、新屋町、西大谷、東本町、中本町、西本町、軍全町、沢上町、東新町、西新町、松尾町、西田町、東田町、大工町、西番町、中番町、東番町、南番町、西大渕、今沢、川原崎、雇用促進第1、沖之須、石津、横砂、小谷田、清ヶ谷、本谷[3]

## 進学先中学校
- 掛川市立大渕小学校と共に掛川市立大須賀中学校に進学する